# Mircea D. Moțoc
Mircea D. Moțoc (n. 3 iunie 1916, Dăești, România – d. 23 octombrie 2006) a fost un inginer agronom român, specialist în pedologie și eroziunea solului, profesor universitar, membru titular al Academiei Române din 1990 și membru titular al Academiei de Științe Agricole și Silvice „Gheorghe Ionescu-Șișești” din 1969. Este considerat fondatorul cercetărilor și proiectării pentru protecția solului împotriva eroziunii în România.

## Biografie

### Copilărie și educație
Mircea Moțoc s-a născut la 3 iunie 1916, în comuna Dăești, județul Vâlcea. A urmat școala primară în satul natal, iar între anii 1928-1936 a fost elev al liceului "Alexandru Lahovari" din Râmnicu-Vâlcea. După absolvirea liceului, în 1936, a ales să studieze agricultura la Academia de Înalte Studii Agronomice din București, unde și-a finalizat studiile în 1941.

### Carieră profesională
La trei ani după absolvire, în 1944, Mircea Moțoc a fost angajat la Institutul de Cercetări Agronomice din România (ICAR) ca asistent la Laboratorul de Îmbunătățiri Funciare, condus de profesorul Ion M. Gheorghiu, specializându-se în domeniul eroziunii solului. Acest domeniu i-a rămas prioritar pe parcursul întregii sale cariere profesionale.
Cariera sa la ICAR (în diversele sale forme de organizare) s-a desfășurat între 1944-1990, parcurgând următoarele etape:
- Asistent și șef de lucrări (1944-1954)
- Șef de laborator și șef de secție la Institutul de Cercetări Horticole (1959-1973)

În paralel cu activitatea de cercetare, Mircea Moțoc a avut și o carieră didactică la Institutul Agronomic București, în două perioade:
- 1949-1954: profesor la Facultatea de Îmbunătățiri Funciare nou înființată, titularul disciplinei "Eroziunea solului" în cadrul catedrei profesorului Ion M. Gheorghiu
- 1973-1980: profesor și conducător de doctoranzi în specialitatea Îmbunătățiri funciare

Între 1954-1973, activitatea sa didactică a fost întreruptă din motive politice, perioadă în care s-a concentrat pe cercetările de la ICAR.
Pentru contribuțiile sale remarcabile, a primit importante recunoașteri academice:
- Membru corespondent al Academiei Române (1963)
- Membru titular al Academiei de Științe Agricole și Silvice (1969)
- Secretar general al Academiei de Științe Agricole și Silvice (1969-1979)
- Membru titular al Academiei Române (1990)

### Familie
Din documentele disponibile nu se cunosc detalii despre familia lui Mircea Moțoc.

## Activitate științifică
Activitatea științifică a lui Mircea Moțoc a fost concentrată în domeniul eroziunii solului, pe care l-a ridicat la nivelul de știință recunoscută ca domeniu de importanță națională. Direcțiile principale de cercetare au inclus:
Studii și cartări ale eroziunii solului
Încă din 1946, a participat la studiul și cartarea solurilor erodate în Oltenia, bazinul Buzăului și Podișul Râmnicu-Sărat, alături de mari pedologi ai vremii. Din 1948, a întreprins lucrări de cartare și raionare la scară mică și mijlocie. Hărțile analitice locale întocmite au contribuit la elaborarea hărții de sinteză a eroziunii la nivel național la scara 1/500.000 și la realizarea schiței de eroziune a solului pentru România. Personal a condus lucrările de cartare a eroziunii solului în centrul Dobrogei, bazinul Transilvaniei și bazinul Bârladului.
Evaluarea ritmului de degradare erozională
A efectuat cercetări privind ritmul de degradare erozională pe teritoriul țării, în corelare cu transportul de aluviuni către râuri, elaborând o metodă de estimare a eroziunii totale și afluente. Tabelele și cartogramele rezultate au fost utilizate în practică pentru decizii privind folosirea terenurilor în pantă și prevenirea colmatării lacurilor de acumulare.
Cercetări experimentale în câmp
A organizat experiențe de câmp și în vase de vegetație pentru studiul fertilizării solurilor erodate, însoțite de teste de laborator, evidențiind acțiunea îngrășămintelor pe aceste soluri în mai multe stațiuni experimentale din țară.
Culturile în fâșii cu benzi înierbate
A inițiat și dezvoltat sistemul culturilor în fâșii cu benzi înierbate pe suprafețe extinse în stațiuni experimentale și unități de producție. Aceste amenajări au demonstrat eficiența măsurilor tehnice antierozionale cu costuri reduse. Modele exemplare au fost implementate la Stațiunile de Cercetări Agricole Perieni, Podu Iloaiei, Turda, Albota și în numeroase unități IAS și CAP.
Studiul scurgerii și eroziunii pe versanți
Continuând cercetările profesorului Irimie Staicu, a organizat studii privind scurgerea și eroziunea pe versanți și bazine hidrografice mici, utilizând parcele de scurgere. Pe baza acestor cercetări, a stabilit pe zone sezonul critic de eroziune, activitatea ploilor și efectul protector al culturilor agricole, sintetizând un indicator fitoclimatic pentru estimarea potențialului eroziv și realizând o schiță de zonare a acestui potențial la nivel național.
Eroziunea prin microcurenți și curenți concentrați
A studiat procesele de eroziune prin microcurenți, stabilind capacitatea de transport pe versanți în urma precipitațiilor, protecția asigurată de vegetație și rezistența opusă de lucrările agricole. A condus cercetări privind eroziunea prin curenți concentrați și evoluția ravenelor, analizând materiale fotogrammetrice la intervale de 10-20 ani. A propus măsuri eficiente pentru ameliorarea ravenelor în zonele intens afectate (județele Vaslui, Vrancea, Argeș, Mehedinți).
Tehnologii pentru terenurile în pantă
A dezvoltat noi tipuri de terase și tehnologii de executare a teraselor pentru terenuri arabile, plantații viticole și pomicole. A elaborat metode îmbunătățite de amenajare a versanților, cu rezultate aplicabile în practică.

## Lucrări publicate
Mircea Moțoc a publicat peste 80 de lucrări științifice în domeniul eroziunii solului și al măsurilor de combatere a acesteia. Lucrările sale pot fi grupate în mai multe categorii tematice:

### Lucrări de analiză a fenomenului eroziunii
- Rezultate privind eficacitatea canalelor în reducerea scurgerilor și combaterea eroziunilor (1962)
- Actualitatea fenomenului erozional și controlul acestuia (1974)
- Protejarea terenurilor agricole împotriva eroziunii (1975)
- Eroziunea solului și metodele de combatere (1975)
- Concepții actuale cu privire la fenomenul eroziunii și la controlul acestuia (1980)
- Protecția solului împotriva eroziunii în agricultura tradițională (1990)

### Cercetări de valorificare a terenurilor erodate în scop agricol
- Agrotehnica terenurilor în pantă (1966)
- Combaterea eroziunilor pe terenurile în pantă cu soluri argiloase, care prezintă exces temporar de umiditate (1966)
- Metode agrotehnice de stăvilire a eroziunii solului în vii și livezi (1963)
- Valorificarea pentru agricultură a terenurilor erodate (1961)

### Fundamentarea științifică a soluțiilor de amenajare a terenurilor în pantă
- Interacțiuni privind studiile și calculele necesare la proiectarea lucrărilor de combatere a eroziunii solului
- Concepții privind procesul de eroziune a solului și de fundamentare științifică a soluțiilor de utilizare și amenajare a terenurilor în pantă (1988)
- Determination d'un indice climatique pour erozion eolienn, et pour son repartition zonale sur le teritoire de la Roumanie (1970)
- Ritmul mediu de degradare erozională a solului în RPR (1983)

### Cărți și tratate
- Eroziunea solului pe terenurile agricole și combaterea ei, Editura Agro-Silvică, București, 1963
- Valorificarea pentru agricultură a terenurilor erodate, Editura Agrosilvică, București, 1961
- Agrotehnica terenurilor în pantă, Editura Agrosilvică, București, 1966
- Combaterea eroziunii solului, IANB, Uz intern, 1975
- Protejarea terenurilor agricole împotriva eroziunii, Editura Tehnică, București, 1975
- Eroziunea solului pe terenurile agricole și combaterea ei, Editura Agrosilvică, 1980

## Premii și recunoaștere
Mircea Moțoc a primit numeroase recunoașteri pentru contribuțiile sale științifice și practice:
- Membru corespondent al Academiei Române (1963)[5]
- Membru titular al Academiei de Științe Agricole și Silvice „Gheorghe Ionescu-Șișești” (1969)[3]
- Secretar general al Academiei de Științe Agricole și Silvice (1969-1979)[5]
- Membru titular al Academiei Române (1990)[2]

Una dintre cele mai importante realizări ale sale este înființarea Stațiunii de Cercetări pentru Prevenirea și Combaterea Eroziunii Solului - Perieni, județul Vaslui, care în prezent îi poartă numele.

### Distincții
- Ordinul „Meritul Științific” clasa a II-a (26 septembrie 1966) „pentru merite deosebite în activitatea științifică, cu prilejul Centenarului Academiei Republicii Socialiste România”[6]

## Recunoaștere internațională
Mircea Moțoc a avut o activitate internațională notabilă, fiind implicat în proiecte de colaborare cu specialiști din alte țări în domeniul combaterii eroziunii solului. În 1975 a elaborat proiectul de integrare a învățământului agronomic cu cercetarea în baza unui contract semnat pentru "Consiliul Național Științific al Statului Algeria", în perioada când era secretar general al ASAS.

## Contribuții suplimentare
Contribuțiile lui Mircea Moțoc la dezvoltarea cercetării și practicii în domeniul eroziunii solului au fost remarcabile prin:
- Crearea și dezvoltarea disciplinei de "Eroziunea solului" în învățământul superior agronomic românesc
- Formarea a numeroase generații de specialiști și îndrumarea cercetătorilor, doctoranzilor și specialiștilor agricoli
- Introducerea indicatorului sintetic "Starea actuală a eroziunilor de suprafață", care include și conținutul de humus al solului
- Inițierea și implementarea unor metode moderne de proiectare și aplicare a lucrărilor de organizare a teritoriului pentru combaterea eroziunii solului
- Contribuții fundamentale la înțelegerea proceselor de eroziune și dezvoltarea măsurilor preventive, care au fost aplicate pe scară largă în agricultura românească între 1950-1990

Prin activitatea sa științifică și practică, profesorul Mircea Moțoc a adus o contribuție esențială la protejarea solului, una dintre cele mai importante resurse naturale ale României, demonstrând efectele negative ale eroziunii care duc la scăderea fertilității solului, scoaterea din cultură a unor terenuri agricole, dezechilibrul hidrologic și colmatarea canalelor și lacurilor de acumulare.